# Hypoechana fuliginosa
Hypoechana fuliginosa är en fjärilsart som beskrevs av Druce 1891. Hypoechana fuliginosa ingår i släktet Hypoechana och familjen nattflyn. Inga underarter finns listade i Catalogue of Life.